# Fântânele (okręg Suczawa)
Fântânele – wieś w Rumunii, w okręgu Suczawa, w gminie Fântânele. W 2011 roku liczyła 1805 mieszkańców.